# Kon Plông
Kon Plông cũ là một huyện miền núi nằm ở phía đông tỉnh Kon Tum cũ, Việt Nam.

## Địa lý

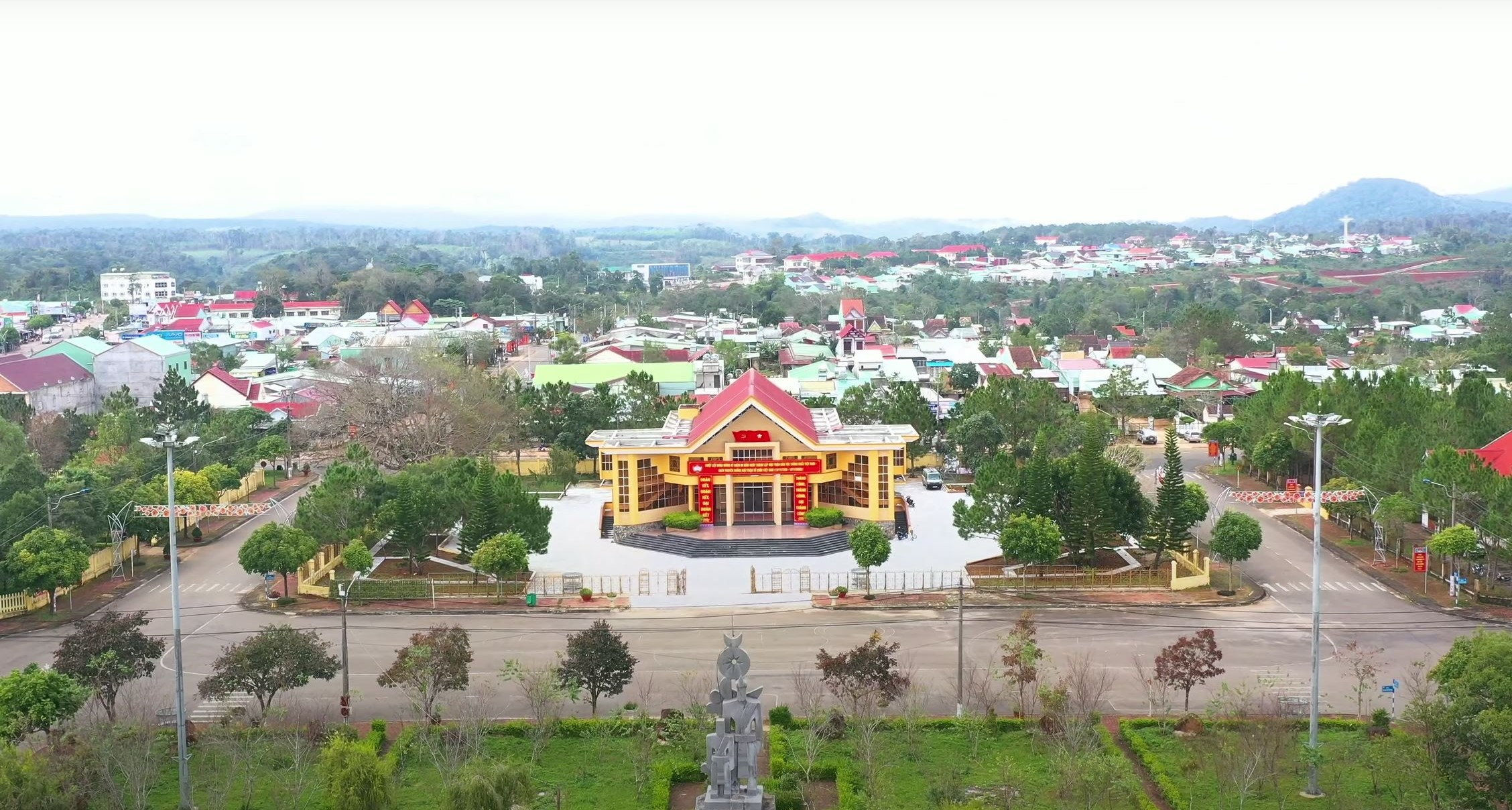
Một góc thị trấn Măng Đen

Huyện Kon Plông nằm ở phía đông bắc của tỉnh Kon Tum, có vị trí địa lý:
- Phía đông giáp huyện Ba Tơ, tỉnh Quảng Ngãi
- Phía tây giáp huyện Tu Mơ Rông
- Phía nam giáp huyện Kon Rẫy và huyện Kbang, tỉnh Gia Lai
- Phía bắc giáp huyện Sơn Tây và huyện Sơn Hà, tỉnh Quảng Ngãi và huyện Nam Trà My, tỉnh Quảng Nam.

Huyện Kon Plông có diện tích là 1.371,2 km², dân số năm 2018 là 27.227 người, các dân tộc bản địa gồm Xê Đăng (sinh sống tập trung chủ yếu tại xã Măng Buk, Đăk Tăng), Mơ Nâm (tập trung tại Măng Cành, Xã Hiếu), Ka Dong (tập trung tại Đăk Nên, Đăk Ring, Ngọc Tem), H’rê (Pờ Ê), chiếm 85,4% dân số. Người Kinh sống tập trung tại Măng Đen chủ yếu là công chức, viên chức.
Huyện Kon Plông có diện tích 1.371,2 km², dân số năm 2019 là 26.025 người, trong đó: dân số thành thị là 4.966 người chiếm 19% và dân số nông thôn là 21.059 người, mật độ dân số đạt 20 người/km².

### Địa hình
Chủ yếu là đồi núi hình bát úp. Có cao nguyên Kon Plông trải dài khắp huyện.
Với nhiều sông suối nhỏ, nơi đây còn lưu trữ được nhiều loài cá quý, ngon, bổ như cá Niêng, cá trình, cá Phá,... ngoài ra trong những năm gần đây huyện còn phát triển nuôi cá tầm đẻ trứng, cá hồi,... tuy nhiên quy mô còn nhỏ hẹp.

### Khí hậu
Khí hậu được chia thành nhiều tiểu vùng: khí hậu kiểu tủ lạnh (tương tự Đà Lạt) kèm theo mưa và gió tập trung tại Măng Đen, xã Hiếu, Măng Cành, mưa gió hầu như diễn ra quanh năm, nhìn chung khí hậu rất khắc nghiệt. Tuy nhiên từ tháng 1 đến tháng 6 hằng năm, khí hậu rất mát. Đôi lúc ở tháng 11 - 12, khí hậu lạnh khoảng từ 12 °C đến 7 °C như năm 2017.

## Hành chính
Huyện Kon Plông có 9 đơn vị hành chính cấp xã trực thuộc, bao gồm thị trấn Măng Đen (huyện lỵ) và 8 xã: Đăk Nên, Đăk Ring, Đăk Tăng, Hiếu, Măng Bút, Măng Cành, Ngọc Tem, Pờ Ê.

## Lịch sử
Sau năm 1975, khi 3 tỉnh: Pleiku, Phú Bổn và Kon Tum hợp nhất thành tỉnh Gia Lai - Kon Tum, thì huyện Kon Plông thuộc tỉnh Gia Lai - Kon Tum, ban đầu huyện Kon Plông có 10 đơn vị hành chính cấp xã: Đắk Kôi, Đắk Pne, Đắk Ring, Đắk Rong, Đắk Ruồng, Hiếu, Măng Bút, Măng Cành, Ngọk Tem và Tân Lập.
Ngày 17 tháng 8 năm 1981, chia xã Đắk Ruồng thành 2 xã: Đắk Ruồng và Đắk Tờ Re.
Ngày 28 tháng 12 năm 1984, sáp nhập 2 xã: Đắk Rong và Kon Pne (tách ra từ xã Đắk Pne) về huyện Kbang mới thành lập. Huyện Kon Plông có 10 xã: Đắk Kôi, Đắk Pne, Đắk Ring, Đắk Ruồng, Đắk Tờ Re, Hiếu, Măng Bút, Măng Cành, Ngọk Tem và Tân Lập.
Ngày 12 tháng 8 năm 1991, tỉnh Gia Lai - Kon Tum được tách thành tỉnh Gia Lai và tỉnh Kon Tum, huyện Kon Plông thuộc tỉnh Kon Tum.
Ngày 22 tháng 11 năm 1996, Chính phủ ban hành Nghị định số 73-CP. Theo đó:
- Thành lập thị trấn Kon Plông (thị trấn huyện lỵ huyện Kon Plông) trên cơ sở 5.000 ha diện tích tự nhiên và 4.031 người của xã Tân Lập.
- Thành lập xã Pờ Ê trên cơ sở 11.150 ha diện tích tự nhiên và 1.107 người của xã Hiếu.

Đến cuối năm 2001, huyện Kon Plông có 12 đon vị hành chính cấp xã, bao gồm thị trấn Kon Plông và 11 xã: Đắk Kôi, Đắk Pne, Đắk Ring, Đắk Ruồng, Đắk Tờ Re, Hiếu, Măng Buk, Măng Cành, Ngọk Tem, Pờ Ê, Tân Lập.
Ngày 31 tháng 1 năm 2002, điều chỉnh 88.660 ha diện tích tự nhiên và 20.992 nhân khẩu của huyện Kon Plông (gồm toàn bộ diện tích tự nhiên và dân số của thị trấn Kon Plông (sau khi đổi tên thành thị trấn Đắk Rve) và 5 xã: Đắk Kôi, Đắk Pne, Đắk Ruồng, Đắk Tờ Re, Tân Lập) để thành lập huyện Kon Rẫy.
Huyện Kon Plông còn lại 6 xã: Đắk Ring, Hiếu, Măng Bút, Măng Cành (huyện lỵ), Ngọk Tem và Pờ Ê với 136.160 ha diện tích tự nhiên và 17.967 nhân khẩu.
Ngày 8 tháng 1 năm 2004, Chính phủ ban hành Nghị định 13/2004/NĐ-CP. Theo đó:
- Thành lập xã Đăk Long trên cơ sở 13.555 ha diện tích tự nhiên và 2.054 người của xã Măng Cành.
- Thành lập xã Đắk Tăng trên cơ sở 12.100 ha diện tích tự nhiên và 2.067 người của xã Măng Bút.
- Thành lập xã Đắk Nên trên cơ sở 12.973 ha diện tích tự nhiên và 2.027 người của xã Đắk Ring.

Ngày 16 tháng 7 năm 2019, Ủy ban thường vụ Quốc hội ban hành Nghị quyết 720/NQ-UBTVQH14 về việc thành lập thị trấn Măng Đen (thị trấn huyện lỵ của huyện Kon Plông) trên cơ sở toàn bộ diện tích tự nhiên và dân số của xã Đăk Long (nghị quyết có hiệu lực từ ngày 1 tháng 9 năm 2019).
Huyện Kon Plông có 9 đơn vị hành chính cấp xã, bao gồm 1 thị trấn và 8 xã như hiện nay.

## Kinh tế
Kon Plông là một huyện nghèo; điểm mạnh vượt trội của Kon Plông trước hết là tài nguyên rừng, độ che phủ của rừng đạt 78% diện tích đất tự nhiên, cao nhất toàn quốc. Rừng còn lưu giữ nhiều loại gỗ quí hiếm như pơ mu, thông tre, dổi, hoàng đàn trắng, xoan đào, xá xị, sơn huyết. Tuy nhiên do nạn phá rừng, làm đường giao thông và thủy điện khiến trữ lượng rừng suy giảm khá nhiều trong những năm gần đây.
Kinh tế của người dân chủ yếu là làm nông. Cạnh các bản làng là những cánh đồng lúa nhỏ nằm cạnh các con suối, dưới chân những ngọn núi thoai thoải.
Ngoài trồng lúa, người dân còn trồng mì, tuy nhiên đa số không phải để bán mà để làm rượu ghè. Huyện không có cây công nghiệp chủ lực, ngành chăn nuôi không tạo ra hàng hóa, công nghiệp, thương nghiệp hầu như không có.

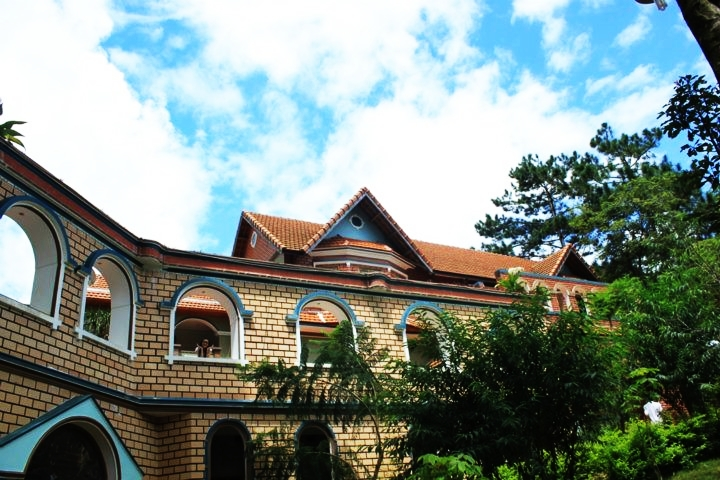
Một khách sạn ở thị trấn Măng Đen

Cảnh quan thiên nhiên và hệ sinh thái rừng phong phú, nguyên vẹn, rừng thông cổ thụ rộng lớn với hệ động, thực vật nhiệt đới quý hiếm, là điều kiện thuận lợi để phát triển loại hình du lịch nghỉ dưỡng gắn với nghiên cứu khoa học. Vùng thiên nhiên còn hoang sơ này còn là nơi cư trú của hơn 20.000 cư dân thuộc năm dân tộc anh em bản địa sinh sống là Xơ Đăng, Mơ Nâm, Ka Dong, H’rê và Kinh với nhiều nét văn hoá, phong tục tập quán, truyền thống lâu đời vẫn còn mãi lưu truyền và phát triển cho đến ngày nay.

## Giao thông
Huyện Kon Plông và thôn Măng Đen được vinh dự là một trong ba vùng kinh tế động lực của tỉnh. Bên cạnh khu kinh tế Cửa Khẩu Quốc tế Bờ Y- Ngọc Hồi và Thành phố Kon Tum. Kon Plông có vị trí thuận lợi trong giao lưu kinh tế, có quốc lộ 24 đi qua nối liền khu kinh tế Chu Lai, khu kinh tế Dung Quất, nối liền các tỉnh Duyên hải Miền Trung với Tây Nguyên và Đông Nam Bộ, là cửa ngõ của Tây Nguyên trong giao lưu kinh tế với các nước ASEAN thông qua cửa khẩu Quốc tế Bờ Y- Ngọc Hồi. Tuyến đường Đông Trường Sơn nối từ đường Hồ Chí Minh đi Đà Lạt có 50 km chạy qua huyện Kon Plông. Đây còn là điểm nhấn du lịch của "Con đường xanh Tây Nguyên".